# Château de Saint-Michel-le-Cloucq
Le château de Saint-Michel-le-Cloucq est l'ancienne demeure des seigneurs de Saint-Michel-le-Cloucq, mentionnée dès le XIIe siècle.

## Géographie
Le château du Bourg se situe au cœur du village de Saint-Michel-le-Cloucq. À 82 mètres d'altitude, cette commune  se trouve au sud de la forêt domaniale de Mervent, aux confins du bocage (au nord) et de la plaine céréalière (au sud).  
La Vendée est le principal cours d'eau qui traverse la commune. 
Saint-Michel-le-Cloucq se trouve à 5 km de Fontenay-le-Comte, à 16 km de la Venise Verte (Marais poitevin), 28 km de Niort, 55 km de La Rochelle, 104 km de Nantes et 450 km de Paris,,,.

## Histoire
Cette seigneurie, ayant droit de haute, moyenne et basse justice, relevait de Vouvant.
On retrouve dans les archives :
- Guillaume de Saint Michel, écuyer, seigneur dudit lieu en 1145,
- Lancelot de Saint Michau, seigneur de Saint Michel le Clou, qui épouse Jeanne Brisson, veuve en 1403,
- Gillet de Saint Michau seigneur de Saint Michel en 1403 (mort jeune),
- Marie de Saint Michau, dame de Saint Michel le Clou qui épouse Pierre Bonneau en 1411,
- Leur fils Pierre Bonneau, seigneur de Saint Michel en 1457, épouse Mlle de Leugnon.

La demeure sera ensuite occupée par la lignée des de Chasteigner pendant près de 5 siècles :

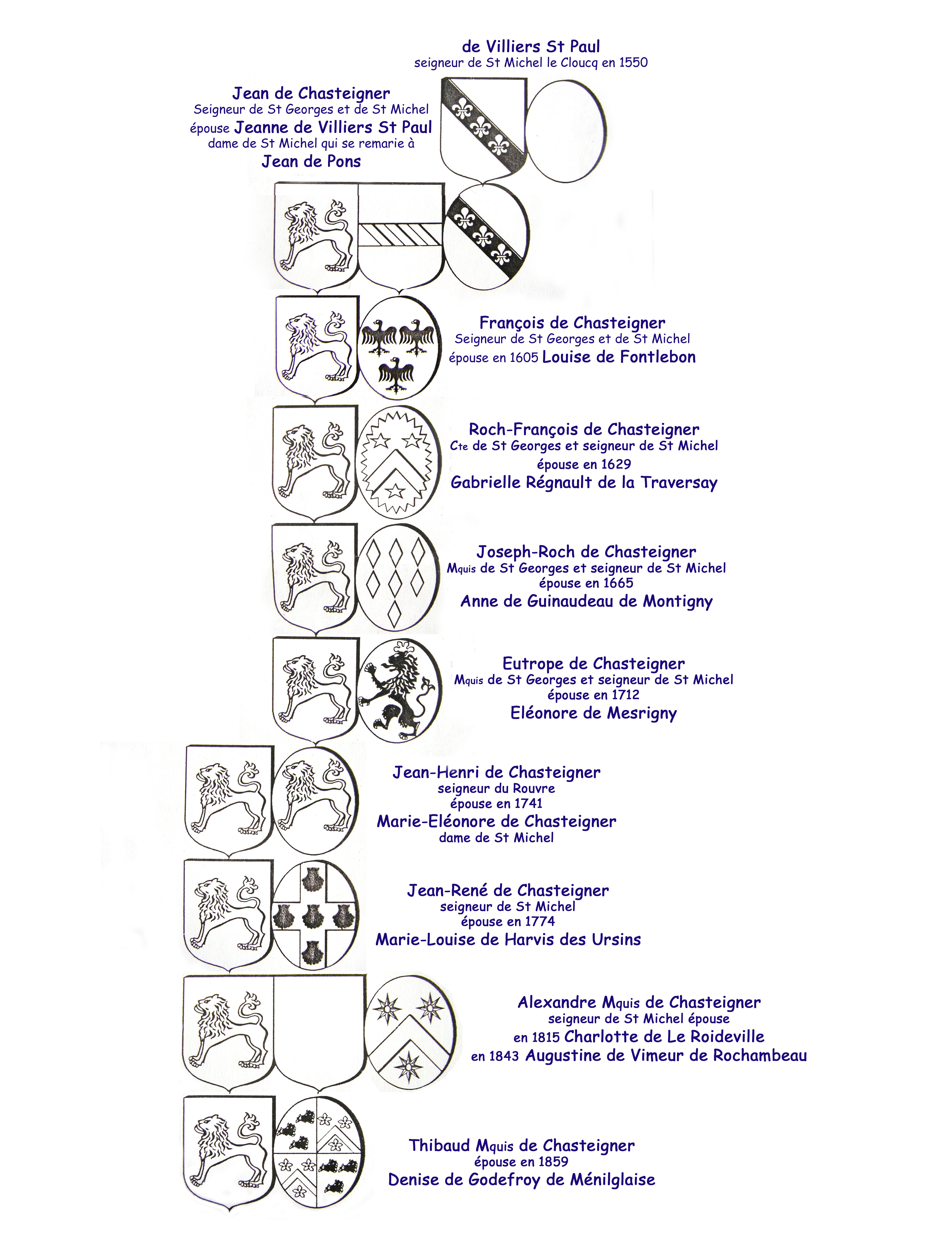

En 1935, le comte de Chasteigner vend le domaine à Louis Charon, maire de Saint-Michel-le-Cloucq. Il fut la propriété de la famille Charon puis de la famille Charon-Kiéné jusqu'en 2014.

## Architecture
Divers remaniements ont eu lieu au fil des siècles.
La demeure actuelle présente les caractéristiques du logis Renaissance. Spécifique de la région, il est généralement constitué par l’alliance du château et de la ferme, formant un ensemble très homogène de bâtiments encadrant une ou deux grandes cours intérieures, autour desquelles s’organise toute une vie agricole. C'est le cas de ce château dont le corps principal, avec sa petite chapelle privée, se compose d’une façade sobre aux proportions élégantes, donnant sur le parc par un escalier en fer à cheval.  On peut admirer le porche et sa poterne, surmontés d’un fronton fleuronné, avec un arbre sculpté et les blasons de la famille de Chasteigner,.

## Galerie
|  |  |  |  |

|  |  |  |